# Martin Finn
 (mars 2020).
Pour les articles homonymes, voir Finn (homonymie).
Martin Finn (22 août 1917 - 7 mars 1988) est une personnalité politique irlandaise du Fine Gael, fermier et commissaire-priseur. Il est élu au Dáil Éireann (chambre basse du parlement irlandais) aux élections générales de 1969, réélu aux élections générales de 1973. Il perd son siège aux élections générales de 1977. Il est nommé au Seanad par le Taoiseach, Liam Cosgrave, au 13e Seanad.